# 1492
Năm 1492 là một năm nhuận bắt đầu vào ngày Chủ Nhật trong lịch Julius.
Christopher Columbus tìm ra châu Mỹ sau 3 năm thám hiểm.